# Pavel Banka

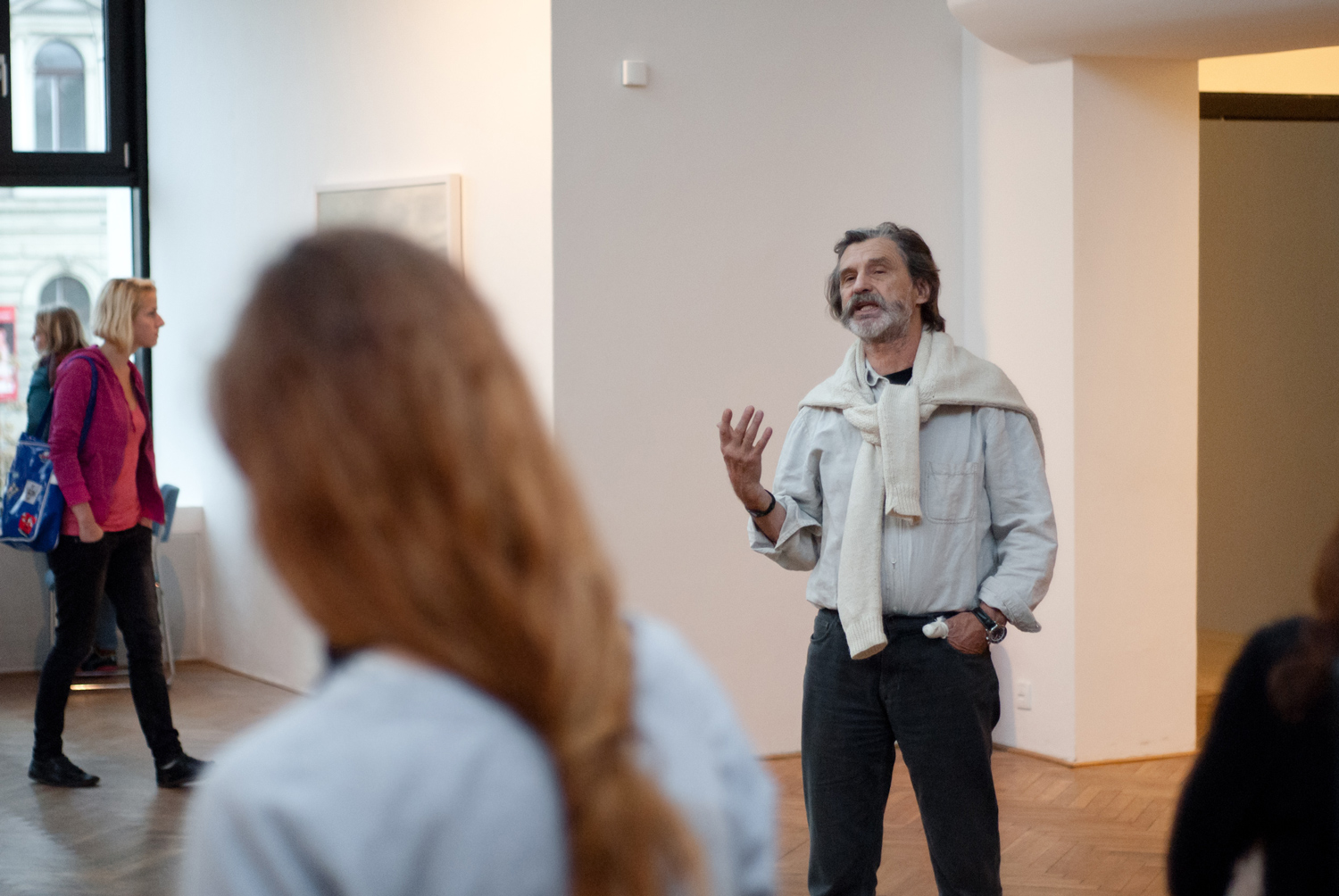
Pavel Banka

Pavel Banka (né à Prague en 1941) est un photographe tchécoslovaque, puis tchèque.

## Collections
- Centre International de la photographie, New York
- Art Institute, Chicago
- Bibliothèque nationale de France, Paris
- Musée de l'Élysée, Lausanne
- Museum Ludwig, Cologne

## Expositions, rétrospectives
- 2001 : palais de Rudolfinum à Prague
- 2005 : Musée de la photographie de Charleroi